# Tarun Gogoi
Tarun Gogoi (Distrito de Jorhat, 1 de abril de 1936-Guwahati, 23 de noviembre de 2020) fue un político indio que se desempeñó como Ministro Principal de Assam entre 2001 y 2016. Fue miembro del Congreso Nacional Indio y llevó al partido a un récord de tres victorias electorales consecutivas en Assam. Completó 15 años consecutivos como Ministro Principal de Assam el 18 de mayo de 2016 siendo el ministro Principal del estado con más años de servicio.

## Primeros años
Gogoi nació el 1 de abril de 1936 en una familia de etnia asamés tai- ahom en Rangajan Tea Estate, antiguo distrito de Sibsagar, ahora el distrito de Jorhat de Assam.
Su padre, el Dr. Kamaleshwar Gogoi era médico en Rangajan Tea Estate y su madre, Usha Gogoi, hermana menor del renombrado poeta Ganesh Gogoi, era conocida por su colección de poesía, Hiyar Samahar (Tesoros del corazón).
Tarun Gogoi, cariñosamente llamado Punakon por sus padres, comenzó su educación primaria en el número 26 de Rangajan Nimna Buniyadi Vidyalaya (escuela básica). De allí pasó a la escuela Jorhat Madrassa, donde estudió hasta la clase IV, y luego se trasladó a la escuela secundaria Bholaguri ubicada cerca de Badulipar Tea Estate, donde estudió hasta la clase VI. En 1949, el joven Gogoi se inscribió en la escuela secundaria del gobierno de Jorhat, desde donde aprobó el examen HSLC. Hizo su graduación de Jagannath Barooah College, ubicado en el distrito de Jorhat, de Assam y luego hizo un LLB de la Universidad de Gauhati, Assam. Está designado como alumno del prestigioso Jagannath Barooah College, Jorhat.

## Carrera política
Gogoi ha servido seis mandatos como miembro del Parlamento (MP) de la Lok Sabha. Representó a Jorhat por primera vez en 1971–85. Más tarde, Gogoi fue elegido de Kaliabor (1991–96 / 1998–2002). El asiento de Kaliabor lo ocupa actualmente su hijo Gaurav Gogoi.
Gogoi se convirtió en un líder político con estatus nacional después de ser elegido secretario adjunto del Comité del Congreso de toda la India (AICC) en 1976 bajo la primera ministra Indira Gandhi. Más tarde se desempeñó como Secretario General de la AICC (1985-1990) bajo el Primer Ministro Rajiv Gandhi. Gogoi sirvió en el Gabinete de la Unión de la India bajo el Primer Ministro PV Narasimha Rao como Ministro de Estado de la Unión en los departamentos de Alimentos e Industria de Procesamiento de Alimentos (1991–96).
Gogoi se desempeñó como presidente del Comité del Congreso de Assam Pradesh (APCC) en 1986-1990. Fue elegido para un segundo mandato como presidente en 1996. Desde entonces, Gogoi ha servido durante cuatro períodos como miembro de la Asamblea Legislativa (MLA) en la legislatura de Assam. Primero representó a la circunscripción de Margherita en la legislatura en 1996–98. Gogoi ha representado a la circunscripción de Titabar desde 2001.
Tarun Gogoi fue elegido Ministro Principal de Assam en 2001 después de llevar al Congreso Nacional Indio a la victoria en las elecciones estatales. Desde entonces, ha llevado al partido a un récord de tres victorias electorales consecutivas en el estado como Ministro Principal. Pero el resultado de la reciente Lok Sabha lo ha puesto en un momento difícil para administrar a sus propios colegas del gabinete. El Congreso ganó sólo tres de los 14 escaños del Lok Sabha de Assam. Por otro lado, el BJP obtuvo siete escaños, que es el mayor número de escaños ganados por el partido en cualquier elección de Lok Sabha en Assam. Antes de las elecciones, Gogoi había declarado que dimitiría del cargo de Ministro Principal si el partido del Congreso ganaba menos de siete de los 14 escaños de Lok Sabha. En julio de 2014, Gogoi indicó que podría no liderar el partido en las elecciones a la Asamblea de 2016.

## Cargos ocupados
- 1968 : Miembro de la Junta Municipal de Jorhat.
- 1968 : Miembro de la Junta Municipal de Jorhat.
- 1971 : Elegido para el quinto Lok Sabha.
- 1976 : Secretario adjunto del Comité del Congreso de toda la India.
- 1977 : Reelegido para 6º Lok Sabha (2º mandato).
- 1983 : Reelegido para el 7º Lok Sabha (3º mandato).
- 1983 : Cosecretario del Comité del Congreso de la India (AICC (I)).
- 1985 : Secretario General, Comité del Congreso de toda la India (AICC (I).
- 1986-1990 : Presidente, Comité del Congreso de Pradesh PCC (I)), Assam.
- 1991-1993 : Ministro de Estado de la Unión (Encargado independiente) Ministerio de Alimentación.
- 1993-1995 : Ministro de Estado de la Unión (Cargo independiente). Ministerio de Industria de Procesamiento de Alimentos.
- 1993-1995 : Miembro de la Asamblea Legislativa de Assam.
- 1997-1998 : Elegido como miembro de ALA.
- 1998-99 : Miembro, Comité de Garantías Gubernamentales
- 1998-99 : Miembro de la Comisión de Asuntos Exteriores.
- 1998-99 : Miembro, Comité Consultivo, Ministerio de Petróleo y Gas Natural.
- 1998 : Reelegido para el 12º Lok Sabha (5º mandato).
- 1999 : Reelegido para el 13º Lok Sabha (6º mandato).
- 1999-2000 : Miembro de la Comisión de Ferrocarriles.
- 18 de mayo de 2001 : Asumió el cargo de Ministro Principal de Assam . (1er período)
- Septiembre de 2001 : Elegido como miembro de ALA.
- 11 de mayo de 2006 : Elegido como miembro de ALA.
- 14 de mayo de 2006 : Asumió el cargo de Ministro Principal, Assam (segundo mandato)
- 13 de mayo de 2011 : Elegido como miembro de ALA.
- 18 de mayo de 2011 : Asumió el cargo de Ministro Principal de Assam. (3er período)

## Vida personal
Tarun Gogoi se casó con Dolly Gogoi el 30 de julio de 1972. Dolly Gogoi es un posgrado en Zoología de la Universidad de Gauhati. Ellos tienen dos niños; Chandrima Gogoi, (MBA) y Gaurav Gogoi, (miembro del parlamento de Kaliabar), que tiene un título en Administración Pública de la Universidad de Nueva York. Tarun Gogoi pasó su matriculación de Jorhat e hizo su LLB en la Universidad de Gauhati. Su carrera política comenzó con el líder de la asociación de estudiantes en la propia Universidad Gauhati.
El 26 de agosto de 2020, Gogoi fue hospitalizado con COVID-19 y recibió un trasplante de plasma sanguíneo. Falleció el 23 de noviembre de 2020 a las 5.34 p. m. en el Hospital y Facultad de Medicina de Gauhati debido a complicaciones post-COVID y fallo orgánico múltiple.